# Piper PA-28 Cherokee
El Piper PA-28 Cherokee és un model d'avioneta de la companyia Piper Aircraft dissenyat l'entrenament en vol, aerotaxi i ús personal.
Totes les versions del PA-28 són dissenys de construcció completament metàl·lica, amb fuselatge sense pressurització i propulsió per un sol motor. Tenen una configuració d'ala baixa amb tren d'aterratge tricicle i 4 places. Tots disposen d'una sola porta, pel cantó del copilot, a la que s'accedeix pujant sobre l'ala.

## Desenvolupament
El Cherokee va ser desenvolupat com una versió més petita i econòmica de produir que el Piper PA-24 Comanche. El primer vol del prototip va ser el 14 de gener de 1960. La producció en sèrie va començar el 1961 amb les versions Cherokee 150 i 160 (PA-28-150 i PA-28-160), fent referència a la potència en cavalls dels seus motors.

## Especificacions (model PA-28-140, del 1964)

Vistes frontal, superior i de perfil

Dades de Piper Aircraft Owner's Handbook
Característiques generals
- Tripulació: un pilot
- Capacitat: tres passatgers
- Longitud: 7,16 m
- Envergadura: 9,2 m
- Alçada: 2,25 m
- Superfície de l'ala 15,14 m²
- Perfil: NACA 65₂-415
- Pes buit: 544 kg
- Pes carregat: 975 kg
- Càrrega útil: 430 kg
- Pes màxim d'enlairament: 975 kg
- Motors: 1×  Hèlix Sensenich M74DM Lycoming O-320-E2A, 150 CV
- Diàmetre de l'hèlix: 1,9 m

 Rendiment 
- Velocitat màxima: 123 nusos (230 km/h)
- Velocitat de creuer: 108 nusos
- Velocitat d'entrada en pèrdua: 47 nusos
- Abast: 465 milles nàutiques
- Sostre de servei: 14.300 peus
- Ràtio d'ascens: 660 peus/min
- Càrrega alar: 64,4 kg/m²
- Potència/pes: 0,116 kW/kg

## Cultura popular
En els simuladors de vol existeixen una o més variants del Piper PA-28 Cherokee, com el simulador de vol de codi obert FlightGear, així com en el sector comercial.